# Antoine Le Maistre
Antoine Le Maistre (1608 - 4 november 1658) was een Frans jansenistisch advocaat, auteur en vertaler. Zijn naam werd ook geschreven als Lemaistre of Le Maître; soms maakte hij ook gebruik van het pseudoniem van Lamy.
- Bibliothèque nationale de France: cb119913103 (data)
- CiNii: DA12393793
- Gemeinsame Normdatei: 122427831
- International Standard Name Identifier: 0000 0000 8093 4647
- Library of Congress Control Number: n85321989
- Nationale Bibliotheek van Tsjechië: mzk2012707478
- Nationale bibliotheek van Australië: 35765999
- Nationale Bibliotheek van Israël: 987007278082905171
- Nederlandse Thesaurus van Auteursnamen: 166022357
- Istituto Centrale per il Catalogo Unico: NAPV068467
- SNAC: w6516gv0
- Système universitaire de documentation: 027986500
- Trove: 1077568
- Virtual International Authority File: 14779420
- WorldCat: E39PBJdcCyxTjK9GMp33pPGT73